# Baptria tibiale
Baptria tibiale là một loài bướm đêm trong họ Geometridae.

## Hình ảnh

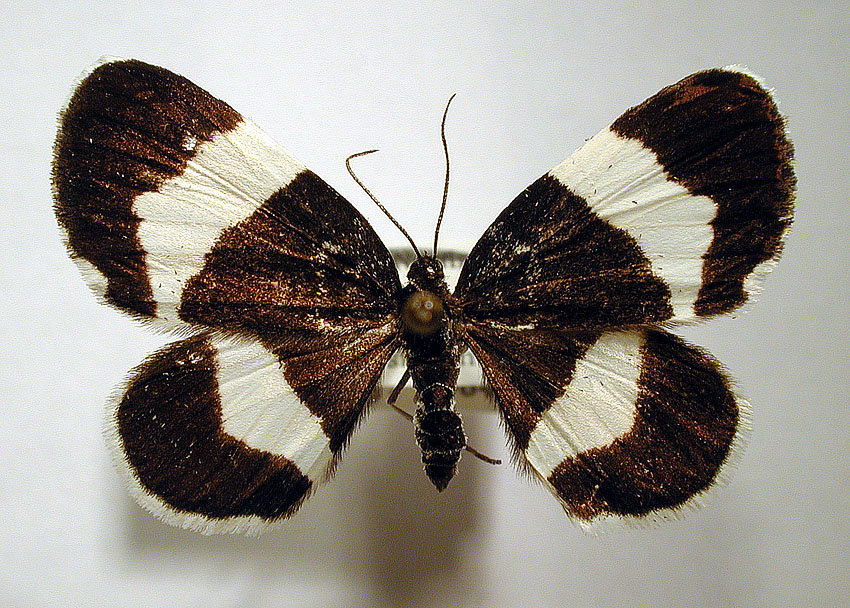
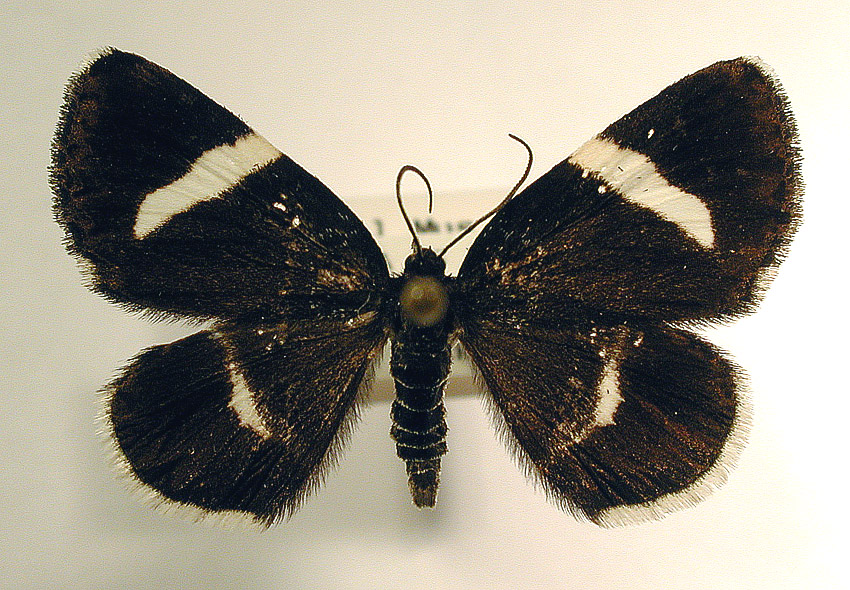